# Glenea venus
Glenea venus é uma espécie de escaravelho da família Cerambycidae. Foi descrita por James Thomson em 1865.  É conhecida a sua existência em Papua Nova Guiné, Austrália e Indonésia.

## Subespécies

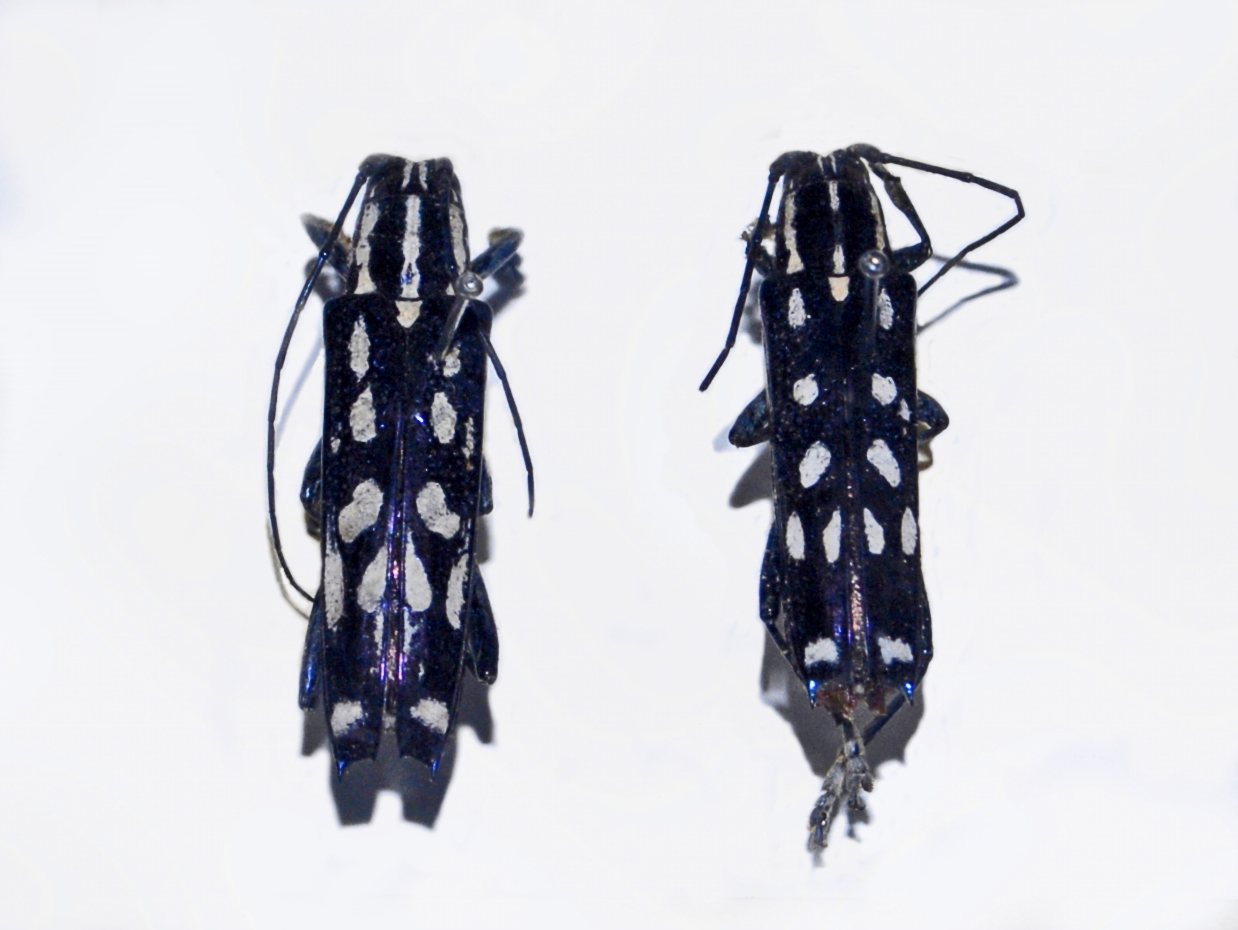
Glenea venus venus Especimens montados

- Glenea venus bilitonensis Breuning, 1956 (Biliton)
- Glenea venus celebensis Ritsema, 1892 (Sulawesi)
- Glenea venus finschi Kuntzen, 1914 (Papúa Nova Guiné, Austrália)
- Glenea venus heinrothi Kuntzen, 1914 (Ilhas de Duque de York, Ilha Woodlark, Grã-Bretanha Nova)
- Glenea venus venus Thomson, 1865 (Guiné Nova Ocidental, Moluccas)